# Бальбин
Децим Целий Кальвин Бальбин (лат. Decimus Caelius Calvinus Balbinus), более известный в римской историографии как Бальбин, — римский император, находившийся у власти в 238 году.
Представитель сенаторского сословия, до прихода к власти Бальбин сделал долгую и успешную гражданскую карьеру: управлял рядом провинций, дважды занимал должность консула. В 238 году, когда сенат присоединился к восстанию Гордиана I и Гордиана II против Максимина Фракийца в Африке, Бальбин вошёл в состав комитета из двадцати человек, назначенных для обороны Италии. После гибели Гордианов сенаторы избрали Бальбина и Пупиена императорами. Когда недовольное население осадило сенат и императоров на Капитолии, Бальбин и Пупиен спаслись, провозгласив цезарем юного Гордиана, внука Гордиана I. Бальбин остался в Риме, отвечая за администрацию, а Пупиен выступил против Максимина. После того, как Максимин и его сын были убиты своими войсками у Аквилеи, Пупиен вернулся в Рим, где отпраздновал совместный триумф с Бальбином и Гордианом. Вскоре Бальбин поссорился с Пупиеном, опасаясь, что его коллега намеревается сделать себя единоличным правителем. Преторианская гвардия, недовольная активной ролью сената в выборе новых императоров, воспользовалась спором, чтобы свергнуть обоих августов и убить их. После этого Гордиан III был провозглашён единоличным императором.

## Происхождение и карьера
О происхождении Бальбина и его жизни до прихода к власти сохранилось крайне мало сведений. Точная дата его рождения неизвестна. Согласно сообщению Иоанна Зонары, Децим Целий был провозглашён императором в возрасте шестидесяти лет, из чего можно сделать вывод, что он родился около 178 года. Эти сведения можно в некоторой степени согласовать с тем фактом, что Бальбин вошёл в состав жреческой коллегии палатинских салиев не ранее 191 года. Известно, что он был зачислен в коллегию в том же году, в котором её покинул Корнелий Сципион Орфит, который, в свою очередь, стал салием в 189 году. В то время как в 190 году в составе членов коллегии не произошло никаких изменений. Как правило, в палатинские салии принимали только очень молодых людей. Зачисление Бальбина в салии историки датируют 195 или 197/198 годом. М. Грант считает более вероятной датой рождения Бальбина 165 или 170 год. В любом случае, к моменту восхождения на престол Децим Целий находился уже в преклонном возрасте.

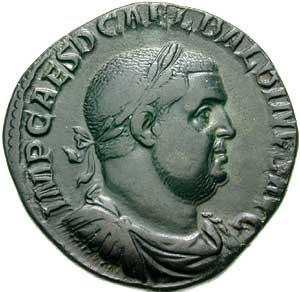
Сестерций с портретом Бальбина

Нет достоверной информации и о происхождении Бальбина. Как рассказывает Юлий Капитолин, сам Децим Целий прослеживал своё генеалогическое древо до некоего Корнелия Бальба Феофана, получившего римское гражданство по протекции Гнея Помпея Великого, так как происходил из знатного рода и был историком. Очевидно, этот человек является выдумкой автора биографии Бальбина, а его имя образовано смешением имён двух политиков республиканской эпохи — историка и советника Помпея Феофана Митиленского и приближённого Гая Юлия Цезаря Луция Корнелия Бальба из Гадеса. В работе историка IV века Евтропия сообщается, что Бальбин был «весьма тёмного происхождения». Античные историки зачастую ошибочно передают имя Бальбина. Так, встречается вариант Клодий Бальбин (явно появившийся в результате смешения с именем его соправителя), Цецилий Бальбин и Альбин. По всей видимости, Децим Целий происходил из патрицианского рода, поскольку в ряды палатинских салиев зачисляли только патрициев, хотя не исключено, что он был принят в патрицианское сословие только в правление Септимия Севера. Возможно, семья Бальбина вела своё происхождение из испанской провинции Бетика. Вероятно, Децим был родственником (сыном или племянником) легата пропретора Каппадокии в 184—185 годах Целия Кальвина. По словам К. Сеттипани, его матерью была Целия, дочь консула 169 года Марка Аквилия Публия Целия Аполлинара. В «Истории Августов» сообщается, что семья Бальбина владела значительным состоянием, которое он увеличил путём наследования.
Судя по всему, Бальбин сделал довольно успешную карьеру. Геродиан рассказывает, что он «безупречно управлял провинциями». Юлий Капитолин раскрывает послужной список Децима Целия более подробно, отмечая провинции, которыми он управлял: Азия, Африка, Вифиния, Галатия, Понт, Фракия и Галлия. Помимо этого, в античных источниках упоминается, что Бальбин дважды занимал должность консула. По всей видимости, в первый раз он был консулом-суффектом (согласно одной версии в 210 или 211 году, другой — в 203 году), во второй — ординарным консулом в 213 году совместно с императором Каракаллой. Впрочем, К. Лорио считает маловероятным, что Бальбин, который был по меньшей мере на четырнадцать лет моложе своего соправителя Пупиена, удостоился второго консульства на двадцать один год раньше консульства последнего. В связи с этим историк выдвинул версию, что консул 213 года был отцом Бальбина. Первое консульство Децима Целия К. Лорио датирует временем около 211 года, а второе — периодом между 234 и 238 годом. А. Штайн реконструирует последовательность занимаемых Бальбином должностей следующим образом: до первого консульства — наместничество в Галлии, Фракии, Понте и Галатии, после второго консульства — наместничество в Вифинии и Азии. Д. Кинаст подвергает сомнению весь приводимый в «Истории Августов» список провинций. Юлий Капитолин упоминает, что Бальбин был также префектом Рима, но, очевидно, ошибочно.
О супруге и детях Бальбина не сохранилось никаких сведений, однако в «Истории Августов» содержится упоминание о доме Бальбина на склоне Эсквилина, которым владели его потомки. Юлий Капитолин сообщает, что Бальбин был «роста высокого, собою видным». В жизнеописании Децима Целия неоднократно подчёркивается мягкость его характера и робость в противоположность суровости и твёрдости Пупиена. Кроме того, Юлий Капитолин упоминает о его красноречии и поэтическом даровании.

## Приход к власти

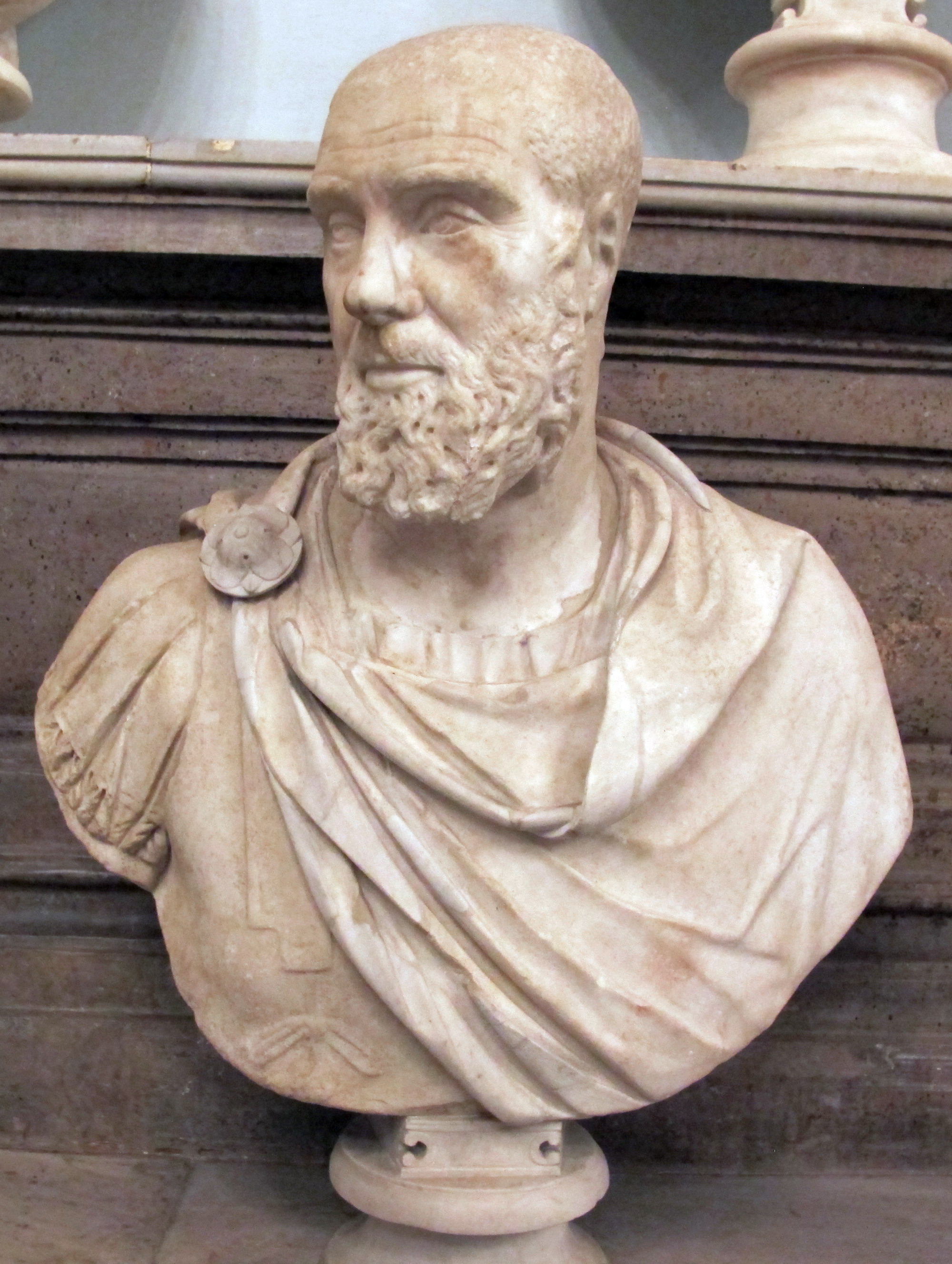
Бюст Пупиена, соправителя Бальбина

В начале марта или конце февраля 235 года последний представитель династии Северов Александр погиб от рук солдат вместе со своей матерью Юлией Мамеей в Могонциаке во время похода против германского племени алеманнов. После его убийства военные провозгласили императором одного из полководцев по имени Максимин, получившего прозвище Фракиец. Аристократы были враждебно настроены по отношению к Максимину в том числе из-за его незнатного происхождения. Сам император, не обладавший талантами дипломата, так же не был склонен к налаживанию дружелюбных отношений со знатью, хотя и продолжил назначать представителей аристократии на высшие государственные посты. Очевидно, Максимин более комфортно чувствовал себя на поле боя. Известно, что он отправлял в Рим изображения сражений с германскими племенами, стремясь таким образом склонить в свою сторону общественное мнение. Однако, продолжительные походы Максимина привели к увеличению государственных расходов, что повлекло за собой рост фискальной нагрузки в провинциях. Кроме того, в начале правления Максимина в результате персидского вторжения была потеряна Месопотамия. В конечном счёте недовольство политикой Максимина привело к восстанию в Африке в 238 году.
В начале 238 года молодёжь из числа африканской провинциальной знати, недовольная суровыми налоговыми поборами, организовала убийство императорского прокуратора неподалёку от Тисдры. После этого ими был провозглашён императором пожилой проконсул Гордиан, сделавший соправителем своего сына. Он отправил делегацию в Рим с посланием сенату и народу Рима. Сенат встал на сторону восставшего наместника, утвердив его императорский титул и объявив Максимина врагом государства. Сторонники Гордиана организовали убийство префекта претория Виталиана, в результате беспорядков погиб городской префект Сабин. Однако спустя несколько недель после начала мятежа наместник Нумидии Капелиан во главе сохранивших верность Максимину солдат разгромил армию Гордианов у Карфагена. Гордиан-младший погиб, а Гордиан-старший покончил жизнь самоубийством. В то же время Максимин покинул зимние квартиры в Сирмии и двинулся на Италию с целью подавить восстание.
После смерти Гордианов сенат принял на себя руководство борьбы с Максимином. Зная, что от него бесполезно ожидать снисходительности, сенаторы взялись за дело с необычайной энергией. Когда известие о смерти Гордианов пришло в Рим, сенаторы собрались на заседание в храме Юпитера Капитолийского (по сообщению Юлия Капитолина, которое А. Штайн считает более заслуживающим доверия, — в храме Конкордии) для избрания новых императоров. Судя по рассказу Геродиана, выборы проходили в два этапа: сначала было отобрано некоторое количество сенаторов «подобающего возраста и положения» (по всей видимости, потом составивших комиссию vigintiviri ex senatus consulto rei publicae curandae), из числа которых Бальбин и Пупиен, набравшие больше всех голосов, были провозглашены императорами. Данная процедура, исключительный характер которой невозможно переоценить, была явно вдохновлена республиканскими традициями. Прибегнув к ней, сенат торжественно подтвердил своё призвание воплощать суверенитет римского народа и его волю и наделять властью только в результате свободных выборов. С другой стороны, избранием сразу двух императоров, наделённых равными полномочиями и одинаковыми титулами (в том числе и титулом верховного понтифика, который впервые носили одновременно сразу два человека), сенат попытался восстановить принцип коллегиальности и предотвратить возможность возникновения тирании.
Неизвестно точно предназначение избранной сенаторами комиссии vigintiviri ex senatus consulto rei publicae curandae, касательно чего существует две версии: или вигинтивиры представляли своего рода временное правительство, чьей основной задачей являлось содействие Бальбину и Пупиену в управлении государственными делами, или, согласно биографии трёх Гордианов в «Истории Августов», они были выбраны для того, чтобы «распределить между ними отдельные области Италии для защиты их против Максимина». Нельзя сказать, суждено ли было комиссии вигинтивиров стать постоянно действующим органом. Несомненно, сенаторы желали воссоздать нечто подобное аристократическому совету при Александре Севере, который Максимин после прихода к власти распустил. Существуют различные датировки прихода Бальбина и Пупиена к власти: начало февраля, 22 мая или 22 апреля.

## Правление

### Избрание Гордиана III цезарем
После избрания Бальбина и Пупиена последовала реакция со стороны римского населения. Когда по завершении заседания сената новые императоры отправились в храм Юпитера на Капитолии для совершения жертвоприношений, недовольные массы народа заблокировали подступы к холму, протестуя против выбора сената. Об этом и последующих мятежах в Риме последовательно рассказано у Геродиана, в то время как Юлий Капитолин перепутал несколько сообщений и включил сцены этого восстания в рассказ о более поздних мятежах, хотя некоторые детали передал более точно. По всей видимости, события происходили следующим образом. Население негативно относилось к Пупиену, который навлёк на себя ненависть из-за строгости при управлении Римом в качестве префекта и «решительных мер к негодным и легкомысленным людям из черни». Возмущённые люди, угрожая убить обоих императоров, потребовали сохранить императорский титул за семьёй Гордиана и передать власть внуку Гордиана I, Марку Антонию Гордиану, которому едва исполнилось тринадцать лет. Бальбин и Пупиен пытались прорвать окружение, однако безуспешно. Только когда спутники императоров привели юного Гордиана, подняли его на плечи и показали толпе, последняя отступила, и императоры смогли беспрепятственно войти во дворец на Палатине. В тот же день сенат провозгласил Гордиана цезарем.
Избрание Гордиана было равносильно признанию его наследником престола. Таким образом, потерпели крах усилия, предпринятые сенатом для создания системы выборной монархии. Этот эпизод представляет собой поворотный момент в развитии кризиса 238 года, показавшим пределы влияния аристократии и глубину монархических настроений народа. Остаётся открытым вопрос, был ли этот бунт спонтанным, а если нет, то кто является его вдохновителем. Уже Геродиан сделал предположение, что возмущение народа произошло «по наущению друзей и близких Гордиана», которые, вероятно, образовывали сильную партию внутри сената, даже если не были там большинством.

### Беспорядки в Риме

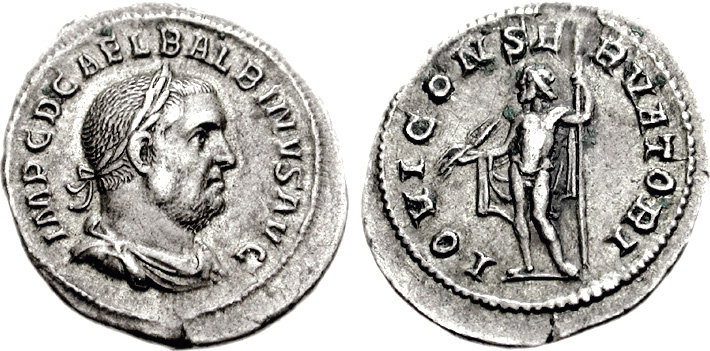
Денарий с портретом Бальбина

Одним из первых действий Бальбина и Пупиена было обожествление двух Гордианов. Вслед за этим Веттий Сабин был назначен префектом Рима, а Пинарий Валент — префектом претория. После этого народу были устроены театральные представления вместе с цирковыми играми и гладиаторскими боями, а также роздан значительный конгиарий. Был сделан шаг к разделению государственных задач между двумя правителями. В то время как Бальбин остался в Риме, Пупиен отправился на войну с Максимином. После отъезда Пупиена в Риме возобновились волнения, которые вылились в кровопролитные сражения. На этот раз произошли столкновения преторианцев с народом и сенаторами, поводом к которым послужил следующий «дерзкий поступок двух мужей из сената». Когда сенат собрался на заседание дабы обсудить сложившееся положение, группа безоружных ветеранов-преторианцев из числа оставленных Пупиеном в Риме подошли ко входу в сенат вместе с народом, чтобы узнать о происходящем. Несколько гвардейцев из любопытства отважились пробраться в зал собраний. Там они были зарезаны консуляром Луцием Домицием Галликаном Папинианом и бывшим претором Меценатом, которые принесли с собой оружие. Узнав об этом, остальные преторианцы, потрясённые произошедшим, бежали в свой лагерь. Подстрекаемые Галликаном, горожане разграбили оружейные склады и вместе с выпущенными из казарм гладиаторами осадили лагерь преторианцев. С наступлением вечера, после безуспешных стычек, осаждавшие начали отступать. Увидев это, преторианцы сделали вылазку и перебили множество своих противников. Однако нападения продолжились с большей ожесточённостью.
Бальбин тщетно пытался прекратить беспорядки: он выпустил постановление, где просил народ пойти на примирение, а солдатам обещал амнистию, однако его мольбы не возымели действия. Юлий Капитолин рассказывает, что когда император вышел к горожанам, его чуть не ударили камнем или, по другой версии, даже нанесли рану палкой. Когда, наконец, осаждавшие после долгих бесплодных усилий захватить лагерь перекрыли водопроводные трубы, ведущие в castra praetoria, преторианцы в отчаянии предприняли новую вылазку. Завязались ожесточённые уличные бои, в которых якобы сгорела большая часть города и погибло множество людей. К. Лорио выдвинул предположение, что Галликан, по вине которого произошли волнения, действовал в интересах сторонников Гордиана и, умело пользуясь враждебностью толпы по отношению к солдатам, стремился спровоцировать беспорядки с целью добиться устранения соправителей юного цезаря.

### Внутренние и внешние проблемы

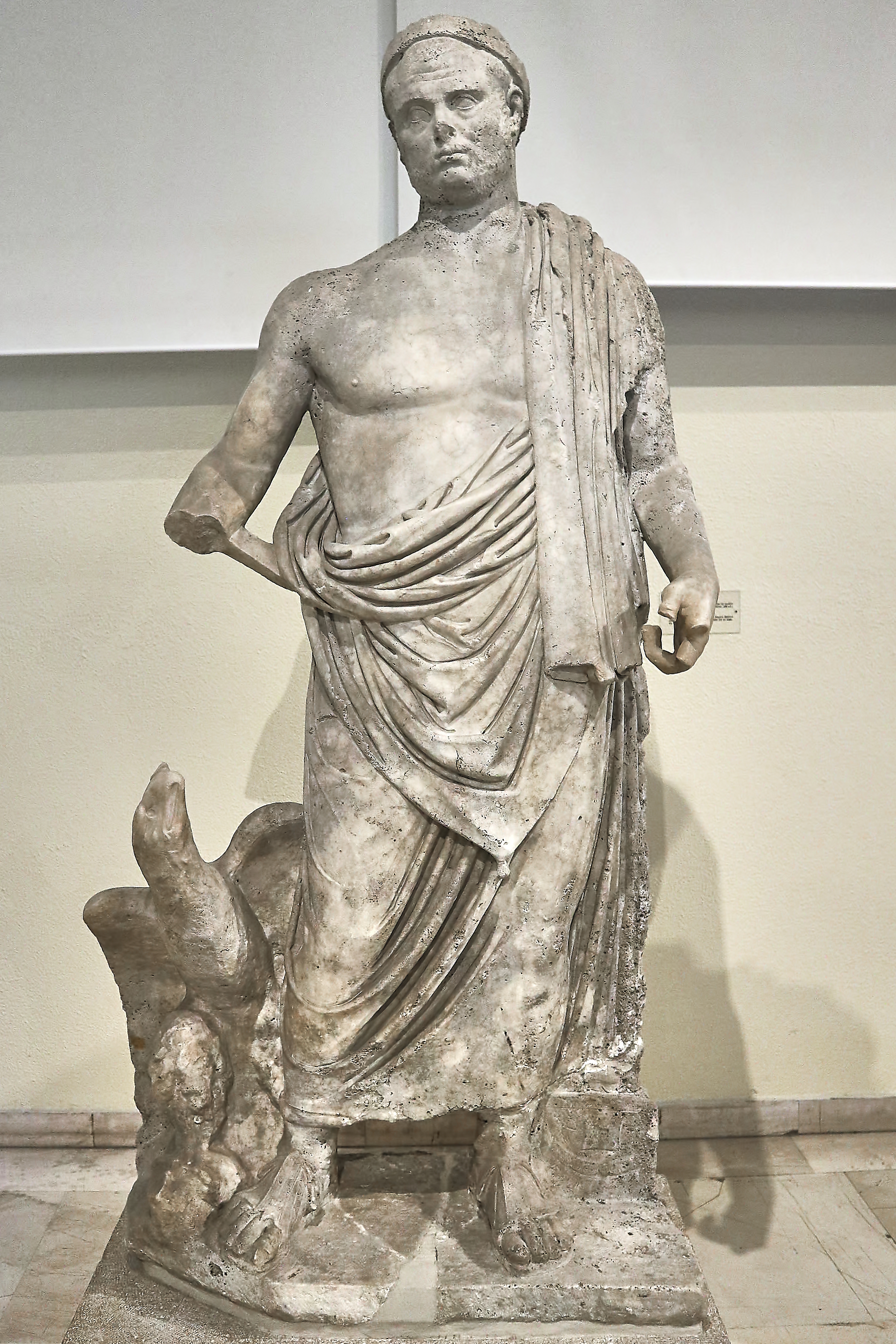
Статуя Бальбина. Археологический музей Пирея

В то время как междоусобица в Риме повлекла за собой большие жертвы, с самым опасным противником нового правительства, Максимином, удалось справиться практически без потерь. Хотя сенат предпринял масштабные оборонительные меры во всей Италии и ввёл большие сборы, Пупиену не довелось вступить в бой, поскольку когда он находился в Равенне, ему сообщили, что Максимин погиб от рук собственных солдат у стен Аквилеи. После того, как Пупиен посетил Аквилею, он вернулся в Рим, где известие о смерти Максимина вызвало огромное ликование. По пути в столицу Пупиена встречали депутации из городов и поздравляли с победой. Армию он отправил в места дислокации, оставив при себе только преторианцев и германские вспомогательные войска. Когда в Рим доставили голову Максимина, Бальбин повелел устроить гекатомбу и «с величайшей радостью» стал ждать возвращения Пупиена, хотя был недоволен почестями, которые сенат воздал последнему, сознавая, что его авторитету нанесён серьёзный ущерб. Хотя Бальбину и Пупиену удалось восстановить единство империи, им пришлось столкнуться с угрозой внешнего вторжения, а также серьёзными финансовыми трудностями и сохраняющейся внутриполитической напряжённостью. Как сообщает Юлий Капитолин, они упорядочили военные дела, занимались законотворческой и судебной деятельностью. Выпущенные монеты были призваны продемонстрировать мир и согласие между соправителями: изображение рукопожатия свидетельствовало об их совместном правлении в качестве «отцов сената», а надписи говорили и о дружбе, взаимном доверии и готовности подчиняться друг другу (лат. AMOR MUTUUS AUGG., CARITAS MUTUA AUGG., FIDES MUTUA AUGG., PIETAS MUTUA AUGG., CONCORDIA AUGG.).
По всей видимости, власть Бальбина и Пупиена была признана практически во всех провинциях империи. Только Африка и Нумидия, где Капелиану, по-видимому, удалось удержаться на своём посту до первых месяцев правления Гордиана III, отказывались признать центральное правительство. Также Тарраконская Испания, управляемая Децием, сохраняла верность Максимину даже после смерти последнего, пока туда не был отправлен Рутилий Пудент Криспин, участвовавший в обороне Аквилеи. Перед императорами встала задача по отражению нападений внешних врагов. После походов Максимина в 236—237 годах варварский натиск на дунайскую границу несколько ослаб. Но достигнутые результаты были полностью сведены на нет политическим кризисом 238 года, когда римская армия ушла из Сирмия в Италию, что побудило задунайские народы возобновить свои нападения. Юлий Капитолин, ссылаясь на Дексиппа, рассказывает о вторжении карпов в Нижнюю Мезию и набеге готов на понтийский город Истрия. Бальбин и Пупиен отправили в придунайские провинции Туллия Менофила, который оставался там до 241 года. Опасная ситуация сложилась на восточной границе, где персидский царь Ардашир захватил Карры и Нисибис. Юлий Капитолин, свидетельство которого невозможно подтвердить, рассказывает, что Пупиен планировал отправиться в поход против персов, а Бальбин — против готов.
Одним из важнейших событий недолгого правления Бальбина и Пупиена является возобновление чеканки антониниана, прерванной в 219 году. Однако в то время как антониниан эпохи Каракаллы весил в среднем 5,02 грамма и содержал 51 % серебра, средний вес монеты, выпущенной в 238 году, составлял всего 4,75 грамма и содержал не больше 49 % серебра. О причинах, побудивших правительство провести девальвацию, нетрудно догадаться: это не только финансирование войны против Максимина, но и выполнение обещаний, данных сенатскими императорами своим сторонникам. Пупиен и Бальбин даровали римлянам в честь своего прихода к власти конгиарий в размере 250 денариев на человека, что почти вдвое больше, чем конгиарий Максимина в 235 году. Более того, после гибели Максимина, Пупиен раздал солдатам, в том числе и тем, кто воевал в рядах противника, щедрый донатив. Выпуск в относительно больших количествах антонинианов малого веса и посредственного качества позволил казне исполнить все свои обязательства с наименьшими затратами. Прибегнув к этому приёму, сенатские императоры если не создали, то, по крайней мере, в значительной степени способствовали ускорению инфляционных процессов, характерных для кризиса III века.

### Гибель
Вскоре взаимоотношения между Бальбином и Пупиеном стали стремительно ухудшаться. Первым толчком к разладу стала зависть Бальбина к почестям, оказанным Пупиену. Через некоторое время распри между ними, хотя и скрываемые, уже не были ни для кого тайной. Оба императора спорили по поводу первенства, выдвигая аргументы в свою пользу. Бальбин ссылался на своё знатное происхождение и дважды занимаемую должность консула, а Пупиен — опытность и то, что он был префектом Рима. Их разногласиями воспользовались преторианцы, искавшие удобного случая убить сенатских правителей. По всей видимости, это были те гвардейцы, которые ушли в поход с Максимином и вернулись в Рим с Пупиеном. Если преторианцы с самого начала были негативно настроены к Бальбину и Пупиену, то их настроения ещё более ухудшились из-за оскорбительных реплик сенаторов в адрес солдат. В итоге, когда большая часть придворных и гвардейцев была на театральных представлениях по случаю Капитолийских игр, озлобленные преторианцы воспользовались моментом, когда германские телохранители были вместе с Бальбином (но не в непосредственной близости от него), и проникли в ту часть дворца, где жил Пупиен. Тот напрасно просил Бальбина позвать германцев на помощь, однако Децим Целий полагал, что Пупиен хочет с их помощью установить единоличную власть и поэтому отказался. Спорящих императоров застали преторианцы, которые схватили обоих августов, сорвали с них одежды и, мучая и избивая, поволокли по улицам в свой лагерь. Германцы, узнав о произошедшем, бросились на выручку. Узнав об их приближении, гвардейцы добили пленников и бросили их тела на улице. Убийцы провозгласили императором Гордиана III, который стал единоличным правителем Римской империи. Совместное правление Бальбина и Пупиена продлилось 99 дней.
Среди историков существует версия, что переворот преторианцев был инспирирован теми же людьми, которые за три месяца до этого выдвинули Гордиана III в качестве цезаря и с тех пор не переставали интриговать в его пользу. Однако данное предположение наталкивается на молчание Геродиана, который ни словом не обмолвился о таком заговоре и, напротив, утверждает, что воины передали власть Гордиану только потому, что не нашлось другого кандидата. Таким образом, этот бунт не имел тех же причин, что и предыдущие, и был направлен не столько в пользу Гордиана, сколько против Бальбина и Пупиена. После смерти Бальбин был предан проклятию памяти.

## Саркофаг Бальбина

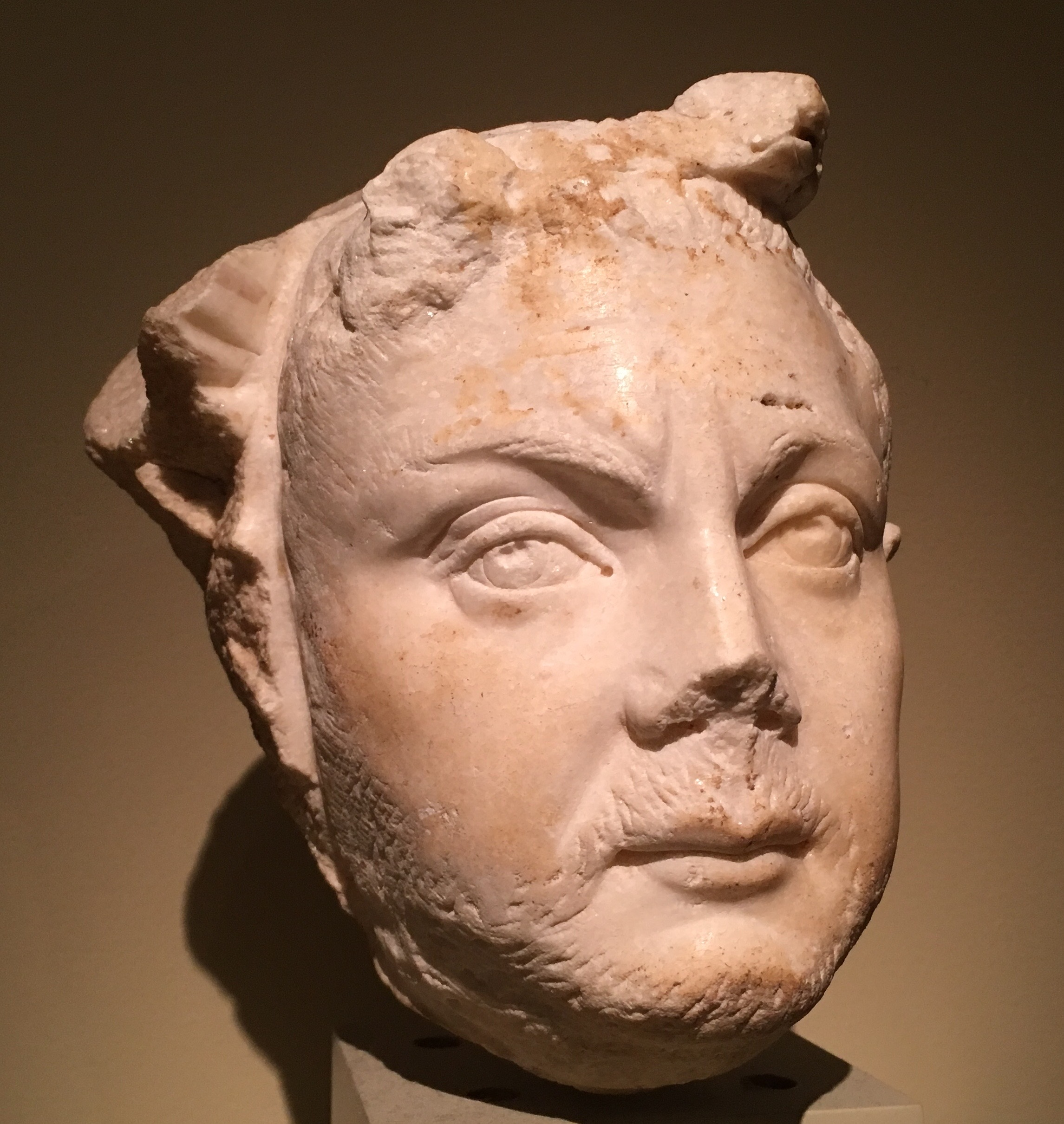
Голова статуи Бальбина из Кливлендского музея искусств

В 1927—1928 годах в ходе археологических раскопок над входом в катакомбы Претекстата на Аппиевой дороге неподалёку от Рима было обнаружено небольшое сооружение в виде помпейского перистиля. Здесь было найдено несколько сотен фрагментов римских саркофагов, реставрацию которых в 1929 году предприняли археологи Х. фон Шенебек и Маргарет Гютшов. Первым и самым важным результатом этого предприятия стал саркофаг длиной 2,3 метра, высотой 1,17 метра и шириной 1,30 метра. На этом саркофаге трижды изображена одна и та же супружеская пара — один раз в натуральную величину, лежащая на крышке, и дважды в виде рельефа на боковой стенке: в центре и правой половине. В то время как мужчина в правой части, как и лежащая фигура, носит тогу, в центральной композиции он изображён одетым в доспехи и палудаментум — красный плащ, который римские военачальники (а позднее и императоры) носили поверх доспехов и застёгивали на левом плече. Его голова была утеряна, а над местом скола свисают концы ленты, которая, по всей видимости, была прикреплена к его макушке, а летящая слева богиня Виктория наверняка возносила ему на голову венец. Вместе со своей супругой, которая представлена здесь в образе Венеры, он делает подношение на уже утерянном треножнике. Пару окружают Марс и Виртус, а слева находится благословляющая Абунданция. Маргарет Гютшов отождествила изображённую на саркофаге супружескую пару с императором Бальбином и его женой. Впоследствии также было установлено, что голова статуи Бальбина, хранящаяся в Кливлендском музее искусств, ранее принадлежала к этой скульптурной композиции.
Если саркофаг Бальбина был обнаружен в 1927—1928 годах, то кливлендская голова появилась на рынке римских древностей в начале 1925 года и позднее в том же году была приобретена музеем. Возможно, голова была найдена в месте, совершенно отличном от того, где был обнаружен саркофаг. Голова легко могла быть отброшена в сторону, когда захоронение было разрушено, и в конце концов оказалась зарытой в отдалённом месте.

## Комментарии
1. ↑  Римские номены Caelius и Coelius одинаково переводятся на русский язык как «Целий». Отец Бальбина носил первый из них, а мать — второй. Между этими родовыми именами издавно существовала путаница, которая породила ошибочную по мнению Сеттипани гипотезу о происхождении Бальбина от Аполлинара по мужской линии.